# Rodolfo Lipizer
Rodolfo Lipizer (* 16. Januar 1895 in Gorizia; † 8. Juni 1974) war ein italienischer Violinist, Komponist, Dirigent und Hochschullehrer.
Nach ihm benannt ist der seit 1982 jährlich in Gorizia veranstaltete bzw. vergebene Internationale Violin-Wettbewerb „Rodolfo-Lipizer-Preis“.
Lipizer entstammte einer alteingesessenen Musikerfamilie. Nach dem Abitur besuchte er die Musikschule in Gorizia, einen Ableger des Triester Konservatoriums, und setzte seine musikalische Ausbildung in Wien fort.
Dort besuchte er sieben Jahre lang die Staatliche Hochschule für Musik, zunächst in der Violinklasse von Hugo von Steiner und später in der von Gottfried Feist, einem Schüler von Otakar Ševčík. 
Gleichzeitig hörte er Vorlesungen an der Philosophischen Fakultät und über Musik an der Universität Wien von Professor Guido Adler, einem der Gründer der historischen Musikwissenschaft. Er schloss seine musikalische Ausbildung mit Auszeichnung ab. 
Nach Italien am Ende des Ersten Weltkrieges zurückgekehrt, musste er sein Violin-Diplom am Konservatorium Giuseppe Verdi in Mailand wiederholen. 
1921 ging er wieder nach Wien, um Violinkurse und Kompositionslehre zu besuchen bei Joseph Rupert, Rudolf Marx (1882–1964) und Eusebius Mandyczewski (1857–1929), letzterer ein guter Freund von Johannes Brahms, und bei Franz Schalk (1863–1931), einem Schüler von Anton Bruckner. 
Danach begann seine Karriere als Solist und Kammermusiker. 
1927 gewann er den Wettbewerb um die Direktorsstelle des Symphonie-Orchesters von Abbazia, wo er 28 Konzerte dirigierte. Von 1930 in 1961 war er Direktor der Städtischen Musikschule und Gründer des Symphonieorchesters in Gorizia und arbeitete zusammen mit gefeierten Solisten wie: Pina Carmirelli, Gioconda De Vito, Albertina Ferrari, Charles Vidusso, Aldo Priano, Nino Rossi, Jan Kubelík, Ornella Orlandini, Alexander Costantinides, Giannino Carpi, Margit Spirk, Silvano Freimaurer, Ezio Dal Pino, Ludwig Hoelscher und anderen. 
Für dreizehn aufeinander folgende Jahre bis zu seinem Tod war er Präsident des Internationalen Wettbewerbs der Chormusik Augustus Caesar Seghizzi in Gorizia und leitete verschiedene andere Wettbewerbe. Außerdem war er Treuhänder des Nationalen Musikerverbandes und der Akademie für zeitgenössische Musik. Er widmete sich mit besonderer Leidenschaft der Lehre und technischen wie Interpretationsfragen der Geige.